# Jerad Eickhoff
Jerad Joseph Eickhoff (né le 2 juillet 1990 à Evansville, Indiana, États-Unis) est un lanceur droitier des Pirates de Pittsburgh de la Ligue majeure de baseball.

## Carrière
Étudiant et joueur de baseball au Olney Central College, un collège communautaire d'Olney (Illinois), Jerad Eickhoff est à deux reprises repêché par un club du baseball majeur: par les Cubs de Chicago au 46e tour de sélection en 2010, puis par les Rangers du Texas au 15e tour en 2011. Mis sous contrat par les Rangers, il s'aligne avec leurs clubs affiliés en ligues mineures de 2011 à 2015.
Avec le lanceur gaucher Matt Harrison, les lanceurs droitiers Alec Asher, et Jake Thompson, le voltigeur Nick Williams et le receveur Jorge Alfaro, Jerad Eickhoff est échangé aux Phillies de Philadelphie le 31 juillet 2015 en retour des lanceurs gauchers Cole Hamels et Jake Diekman.
Eickhoff fait ses débuts dans le baseball majeur le 21 août 2015 avec Philadelphie. Il remporte sa première victoire grâce à 6 manches lancées sans accorder de point aux Marlins de Miami. Il est le premier lanceur des Phillies à blanchir l'adversaire à son premier départ dans les majeures depuis le joueur contre lequel il avait été échangé, Cole Hamels.